# Sikorsky SH-3 Sea King
Sikorsky SH-3 Sea King je rodina amerických dvoumotorových víceúčelových vrtulníků, určených k plnění různých úkolů na moři, zejména v boji proti nepřátelským ponorkám, nebo při misích SAR. Vznikla i specializovaná verze pro přepravu prezidenta Spojených států amerických (Marine One). SH-3 byl první vrtulník, který dokázal pojmout veškerou senzorovou výbavu i zbraně potřebné k nasazení proti ponorkám. Vrtulník SH-3 dosáhl několika rekordů.
První let vrtulník absolvoval roku 1959. První dodávky stroje pro americké námořnictvo se uskutečnily roku 1961. Vrtulník byl vyráběn v řadě verzí. Kromě USA byl vrtulník licenčně vyráběn v Itálii, Japonsku, Kanadě a Spojeném království. Do ukončení výroby v roce 1980 společnost Sikorsky vyrobila 794 vrtulníků tohoto typu. Dalších 679 bylo licenčně vyrobeno v dalších zemích. Celkem tak bylo vyrobeno 1473 vrtulníků rodiny SH-3 Sea King všech verzí. Civilní verze vrtulníku nesla označení Sikorsky S-61.

## Historie

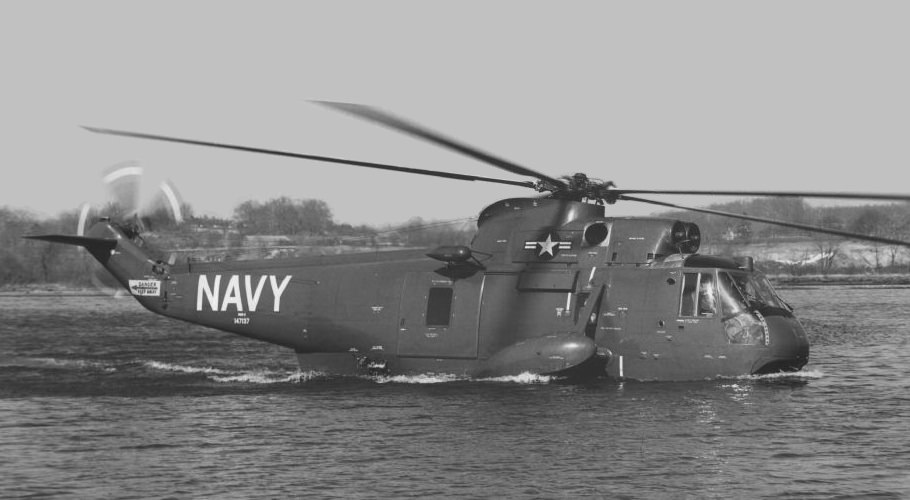
Prototyp XHSS-2 Sea King

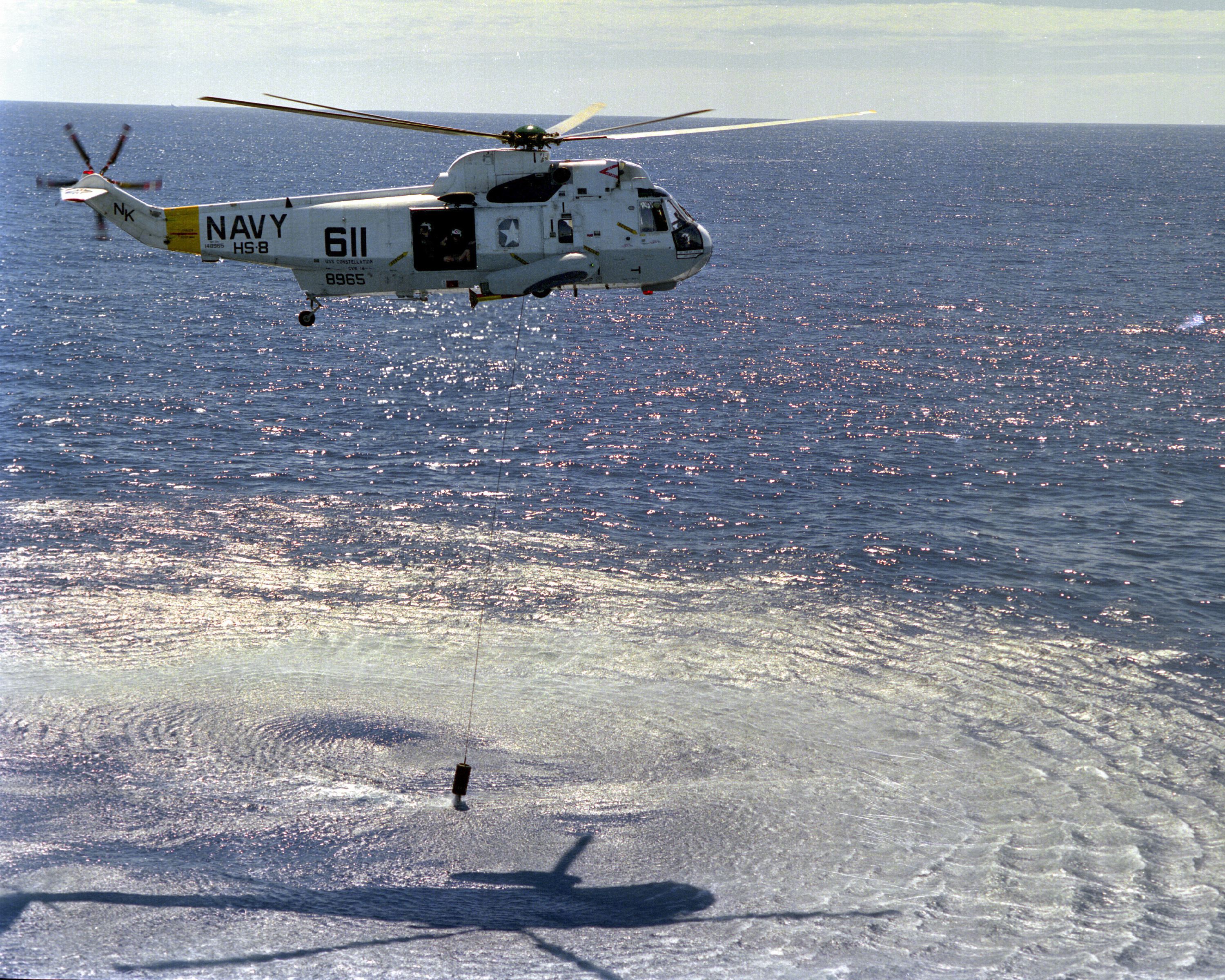
SH-3H Sea King spouští ponorný sonar AQS-13

První prototyp Sikorsky XHSS-2 Sea King (sériové číslo 147137) poprvé vzlétl 11. března 1959 ve Stratfordu ve státě Connecticut. Řídil jej zkušební pilot Robert Stewart Decker. Roku 1962 bylo označení vrtulníku změněno z HSS-2 na SH-3A Sea King.
Vrtulníky rodiny SH-3 byly licenčně vyráběny v Itálii, Japonsku, Kanadě a Spojeném království. Italská společnost Agusta je vyráběla pod označením AS-61 a ASH-3. V Japonsku výrobu zajistila společnost Mitsubishi, přičemž vrtulníky si zachovaly označení HSS-2. Největším zahraničním výrobcem vrtulníku byla anglická společnost Westland Helicopters. Zároveň je exportovala do řady zemí. Britské vrtulníky poháněly turbohřídelové motory Rolls-Royce a využívaly množství domácího vybavení. Prototyp poprvé vzlétl 7. května 1969.
Americké námořnictvo v roce 2003 provozovalo ještě padesát vrtulníků SH-3H a po jednom SH-3D a SH-3G.

## Popis

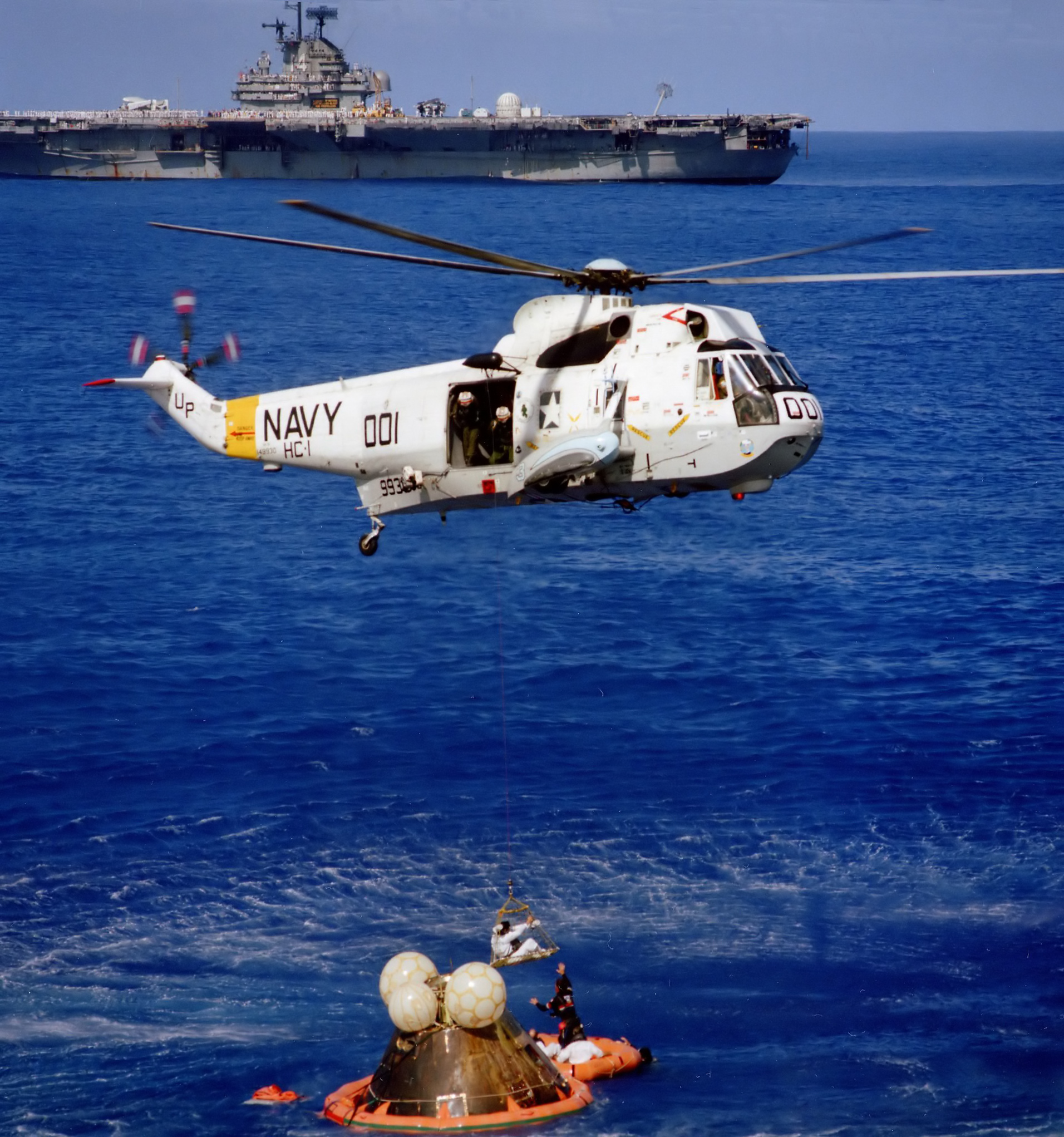
SH-3G Sea King vyzvedává posádku letu Apollo 17. V pozadí je letadlová loď USS Ticonderoga (CVS-14)

Vrtulník má obojživelný trup, umožňující jeho přistání na mořské hladině. Je vybaven zatahovacím podvozkem. Pohánějí jej dva turbohřídelové motory, umístěné nad kabinou. Základní verzi SH-3A poháněly motory General Electric T58-GE-8B. Posádku protiponorkové verze tvořily dva piloti a dva operátoři obsluhující sonar. Verze SH-3D unesla až 381 kg výzbroj. Obvykle to byla dvě protiponorková torpéda Mark 46 na vnějších podvěsech. Vrtulník však mohl nést i jadernou hlubinnou pumu B57.

## Uživatelé
Argentina, Austrálie, Belgie, Brazílie, Dánsko, Egypt, Indie, Írán, Irák, Irsko, Itálie, Japonsko, Kanada, Malajsie, Německo, Norsko, Pákistán, Peru, Katar, Saúdská Arábie, Španělsko, Thajsko, USA, Ukrajina, Velká Británie (v licenci jako Westland Sea King), Venezuela

## Varianty

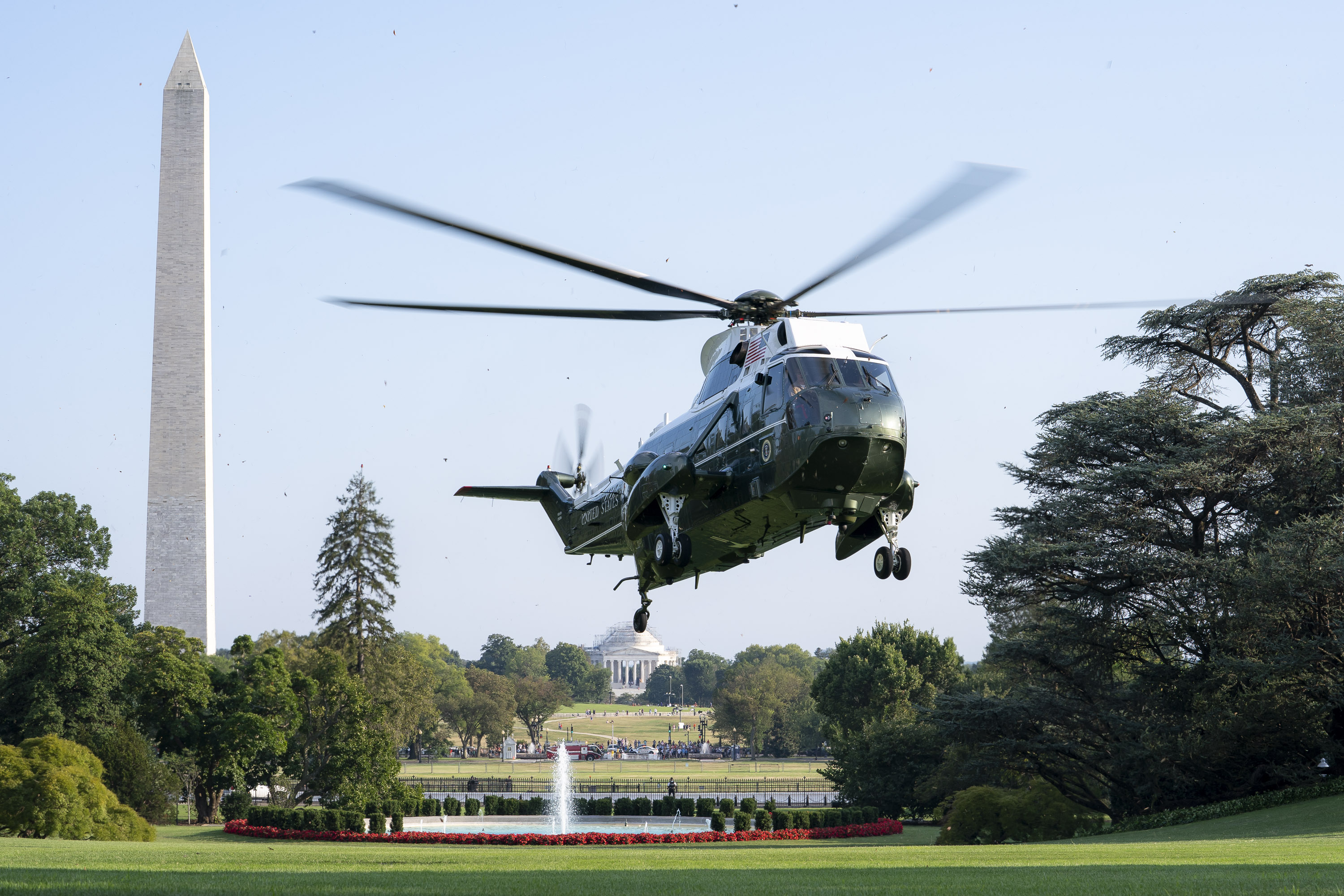
Vrtulník VH-3 Marine One přepravující v roce 2019 prezidenta Trumpa

- HSS-2 – Původní označení vrtulníku.
- XHSS-2 – První prototyp HSS-2.
- YHSS-2 – Sedm předsériových strojů HSS-2.
- SH-3A Sea King – Označení zavedené roku 1962. Protiponorkový vrtulník.[2]
- HH-3A – Úprava SH-3A pro plnění vojenských misí SAR.
- CH-3A – Transportní úprava SH-3A.
- RH-3A – Minolovná úprava SH-3A.[2]
- VH-3A – Přeprava amerického prezidenta (Marine One).[2]
- NH-3A – Experimentální rychlostní vrtulník.
- CH-3B – Transportní verze.
- SH-3D – Protiponorkový vrtulník.[2]
- VH-3D Sea King – Přeprava amerického prezidenta (Marine One).[2]
- SH-3G – Protiponorkový vrtulník.[2]
- SH-3H – Protiponorkový vrtulník.[2]
- CH-124 Sea King – Kanadské licenční verze.
- WS-61 Sea King – Britská licenční verze.
- Sikorsky S-61 – Civilní verze SH-3 Sea King.
- Sikorsky S-67 Blackhawk – Prototyp bitevního vrtulníku odvozeného od SH-3 Sea King.

## Specifikace (SH-3D Sea King)

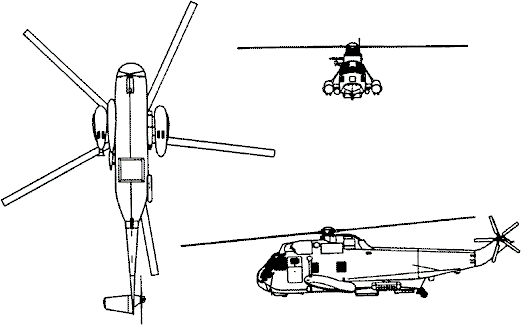
Nákres SH-3A Sea King

Citováno dle

### Technické údaje
- Osádka: 4
- Délka: 16,69 m
- Výška: 5,13 m
- Průměr rotoru: 18,9 m
- Hmotnost prázdného stroje: 5382 kg
- Max. vzletová hmotnost: 9752 kg
- Pohonné jednotky: 2 × turbohřídelový motor General Electric T58-GE-10
- Výkon pohonné jednotky: 1044 kW

### Výkony
- Maximální rychlost: 267 km/h
- Počáteční stoupavost: 670 m/min
- Dostup: 4480 m
- Dolet: 1005 km

### Výzbroj
- 381 kg výzbroje
- obvykle 2× protiponorkové torpédo Mark 46 na vnějších podvěsech